# Municipio de Skippack
El municipio de Skippack  (en inglés: Skippack Township) es un municipio ubicado en el condado de Montgomery en el estado estadounidense de Pensilvania. En el año 2000 tenía una población de 6.516 habitantes y una densidad poblacional de 181,9 personas por km².

## Geografía
El municipio de Skippack se encuentra ubicado en las coordenadas 40°12′57″N 75°24′58″O / 40.21583, -75.41611.

## Demografía
Según la Oficina del Censo en 2000 los ingresos medios por hogar en la localidad eran de $71,566 y los ingresos medios por familia eran $78,043. Los hombres tenían unos ingresos medios de $52,423 frente a los $40,081 para las mujeres. La renta per cápita para la localidad era de $30,199. Alrededor del 1,8% de la población estaban por debajo del umbral de pobreza.